# العجمية اليونانية
الأبجدية العجمية اليونانية هي أبجدية كانت موجود قبل القرن العشرين حيث تُكتب اللغة اليونانية بالخط العربي. مصطلح العجمية هو استعارة من اللغات الرومانسية مثل الإسبانية، والتي كان لها تقليد مماثل (العجمية الأندلسية). على الرغم من أنها أقل انتشارًا وأقل دراسة من نظيراتها، فإن هذه الأبجدية كانت تؤثر على الشعر اليوناني ولها تقليد طويل ومتنوع أيضًا، يعود تاريخه إلى القرن الثالث عشر، مع قصائد كتبها جلال الدين الرومي وابنه السلطان ولد باللغة اليونانية ولكن بالخط العربي.
كان هذا التقليد موجودًا بين بعض المسلمين اليونانيين من جزيرة كريت وكذلك المسلمين الإبيروتيين في يوانينا الذين كتبوا اليونانية الكريتية [الإنجليزية] بالأبجدية العربية. كما كانت موجودة أيضًا بين المسيحيين الأرثوذكس العرب في بلاد الشام (سوريا ولبنان وفلسطين) لكتابة النصوص الليتورجية.
كان العكس من هذا التقليد موجودًا بين الأتراك القرمانليين [الإنجليزية] المسيحيين الأرثوذكس اليونانيين، الذين يستخدمون الأبجدية اليونانية لكتابة لهجتهم التركية.

## التاريخ
أقدم الأمثلة المعروفة للعجمية اليوناني تعود إلى القرن الثالث عشر، وتعود إلى مجموعات قصائد جلال الدين الرومي وابنه السلطان ولد. كتب جلال الدين الرومي باللغة الفارسية تقريبًا، ولم يتضمن في بعض قصائده سوى عدد قليل من الأبيات التركية واليونانية. ومن ناحية أخرى، كتب السلطان ولد أيضًا، إلى جانب اللغة الفارسية، المزيد من القصائد باللغة التركية، وأيضًا المزيد من القصائد باللغة اليونانية. ويبدو أن أعمال جلال الدين الرومي والسلطان ولد تعكس اللهجة العامية في كابادوكيا اليونان [الإنجليزية] في ذلك الوقت. الطبيعة العامية للنص، وكذلك حقيقة أن الحروف المتحركة في الأبجدية العربية في ذلك الوقت، كانت مكتوبة بشكل متقطع وغير منتظم. وهذا يجعل الفهم الحديث لهذه القصائد صعب الفهم للغاية ويتطلب تحليلًا لهجيًا.
فيما يلي نموذج لقصيدة غزل للسلطان ولد، وهو موضوع نموذجي في إطار الأدب الصوفي، في مدح الله.
 النص الأصلي:
افندی آپو كرذیا بنده ثیلو
- تثیرو سو تخوما نادفیلو
دی ذتذرینی اغو نكسفره توتو
- ابتریمو یسینا نیدو فیلو
اٰسی فیلس امینا یاتی زویتی
- اغو ایسینا افندی دنسی فیلو
اكینون بومسس ایسی نمیسو
- اكینون بو تو ثیلس نیمی فیلو
شلیاذس ایشیشاش خوما ایینان
- یشیلی بوفتسن ستوسون تو شیلو
ستو میدان ستفلیا بندو فایا
- ابیتا شریسو بفتو كیكیلو
اغا بیسو بیینی یون بتامی
- كغو ییریزو میسا یندو میلو
اكزمس ثیلمی كغو اففغو
- كسی فغیس كغو ایسینا ثیلو
تو بوریكو تبكرو دستا آلس
- امینا دوس اسی اغلیكی میلو
ككس انكاثینی ككلی پندا
- امینا پیسمی آثی نیلو
ولد لاستو مولانا تثریا
- ایغو ثورو ثلاسا كالی بیلو
النص باليونانية الحديثة:
Αφέντη, από καρδιά πάντα θέλω,
:του θυρού σου το χώμα ναν το φιλώ·
τι δεντρί 'μαι εγώ, να 'ξευρα τούτο,
:όπου τρέμω για σέναν γοιον το φύλλο.
Εσύ φιλείς εμένα για τη ζωή <τού>τη·
:εγώ εσένα αφέντη δεν σε φιλώ.
Εκείνον που μισείς εσύ να μισώ·
:εκείνον που το θέλεις να μη φιλώ.
Χιλιάδες οι ψυχές, χώμα έγιναν·
:οι χίλιοι π<ρ>όφτασαν στο σον το χείλο.
Στο μεϊντάνι σταφύλια παντού φαγιά
:απέ τα χέρια σου πέφτου και κυλού.
Αγάπη σου πηγαίνει γοιον ποτάμι
:κ' εγώ γυρίζω μέσα γοιον το μύλο.
Ο κόσμος θέλει με κ' εγώ εφεύγω·
:και συ φεύγεις κ' εγώ εσένα θέλω.
Το πωρικό το πικρό δώσ' το άλλους·
:εμένα δώσε συ εγλυκύ μήλο.
Κακός αγκάθι 'ναι και κλαίει πάντα·
:εμένα ποίσε με άθι να γελώ.
Βαλέντ λα<λά> στου Μαυλανά τα θύρια·
:εγώ θωρώ θάλασσα κι άλλοι πηλό.
الترجمة العربية:
يا سيدي، من كل قلبي أرغب دائمًا في تقبيل الأرض عند بابك.
أي نوع من الأشجار أنا، أود أن أعرف،
أرتجف من أجلك كورقة.
قَبِلتني طوال هذه الحياة؛
وأنا لم أَقْبلك من جهلي يا سيدي.
من تكره، سأكره.
من ترغب، لن أقبل.
آلاف الأرواح، أصبحت ترابًا.
آلاف منها وصلت إليك.
في الساحة، العنب، الطعام في كل مكان
يتساقط ويتدفق من يديك.
حبك يتدفق كالنهر،
وأدور فيه كالطاحونة.
العالم يريدني، وأنا أرحل.
أنت ترحل أيضًا، وأنا أريدك.
أعطِ الآخرين الثمرة المرة،
أعطني تفاحة حلوة.
الرجل الشرير شوكة، تبكي دائمًا.
اجعلني زهرة، لأضحك.
يتحدث ولد عند باب مولانا: أرى البحر، والبعض الآخر يرى الطين.
خلال القرن الرابع عشر، كان العمل الأكثر بروزًا الذي أُنتِج والذي بالعجمية اليونانية، هو معجم الملك الأفضل الرسولي، والذي كُتب أو أُعد للأفضل العباس، ملك اليمن من السلالة الرسولية.
خلال القرنين الخامس عشر والسادس عشر، هناك عدد قليل من النصوص المتاحة، بما في ذلك أبيات الغزل للشاعر العثماني أحمد باشا بين عامي 1453 و1466، فضلاً عن نسختين من كتاب المحادثة العربية الفارسية اليونانية الصربية المكتوبة في نهاية القرن الخامس عشر. وقد تبين أن القسم اليوناني متأثر باللهجتين البنطية والخيوسية.
فيما يلي عينة من قصائد الغزل التي كتبها أحمد باشا:
 النص الأصلي:
اله نا فیلسمه پرذقمو
- اله نا میرسومه ڤسلقمو
بالأبجدية اليونانية:
έλα να φιλησ[τ]ούμε πέρδικά μου
:έλα να μυρισ[τ]ούμε βασιλικιά μου
الترجمة العربية:
تعال، دعنا نتبادل القبلات، يا طائر حجلتي
تعال، دعنا نشم بعضنا البعض، يا ملكتي.
إن النسختين من كتاب المحادثة العربية الفارسية اليونانية الصربية جديرتان بالملاحظة من حيث أنهما تميزان جميع حروف العلة بشكل منهجي ومتسق، حتى أنهما تميزان بين حروف العلة مثل ο و ου. وفيما يلي النص العربي وكذلك النص اليوناني المقابل للصفحة الأولى من النسختين.
وفي القرون التالية، تم إنتاج العديد من الأعمال الأدبية اليونانية الأخرى. وتشمل هذه المصادر الكتب الدينية، والترجمة اليونانية للنصوص الإسلامية الشهيرة، والقصائد الإسلامية من المسلمين الناطقين باللغة اليونانية في إبيروس ، والأغراض الشخصية، ومواد اللغة، وقوائم الكلمات، والقواميس المقفاة، والشعر السياسي، فضلاً عن النصوص الدينية من المسلمين الكريتيين .
وبالتوازي مع ذلك، شهد هذا العصر ظهور النصوص الدينية المسيحية أيضًا، باللغة اليونانية العجمية. لقد أنتج المسيحيون الناطقون بالعربية والذين ينتمون إلى الطقوس البيزنطية من بلاد الشام ( لبنان وفلسطين وسوريا ) العديد من العناصر الليتورجية بهذه الوسيلة.
فيما يلي عينة من نص من وثيقة ثنائية اللغة عربية يونانية يعود تاريخها إلى القرن التاسع عشر، تحتوي على صلوات مسيحية ونصوص طقسية، العربية تليها اليونانية في العجمية اليونانية تليها الإنجليزية. هذه هي الصلاة التي يجب أن تُقال قبل تناول القربان المقدس.
تميل النصوص اليونانية المكتوبة بالألمانية بين المسلمين الناطقين باليونانية الذين يعيشون جنبًا إلى جنب مع المواطنين الناطقين بالتركية ويتفاعلون معهم، إلى أن تكون أنماطها الإملائية واتفاقياتها الشائعة الاستخدام وكذلك الحروف المستخدمة، تتقارب مع التركية العثمانية ، في حين أن النصوص التي كتبها المسيحيون الناطقون بالعربية في بلاد الشام تميل إلى التقارب مع المعايير الإملائية العربية.

## الإملاء
اللغة اليونانية العجمية، باعتبارها نصًا موازيًا متزامنًا تم تطويره لاستخدام مجتمعات الأقليات الفريدة، لم يتطور بشكل عام إلى اتفاقية إملائية أو قياسية. يكتب كل مؤلف بطريقة تعكس تصوره الشخصي للبنية الصوتية للغته المحلية اليونانية. ومع ذلك، فقد تطورت بعض الاتجاهات والاتفاقيات العامة، وخاصة منذ القرن السابع عشر فصاعدا مع زيادة ممارسة كتابة اللغة اليونانية بالخط العربي. علاوة على ذلك، فإن اتفاقيات التهجئة الموجودة في اللغة التركية العثمانية بين المجتمعات المسلمة الناطقة باليونانية (أو اللغة العربية الشامية بين المسيحيين الناطقين بالعربية) أثرت بشكل مباشر على الاتفاقية الإملائية للمؤلفين.

## روابط خارجية
- مجموعات من القصائد اليونانية، وقصائد متعددة اللغات تحتوي على أبيات يونانية لجلال الدين الرومي والسلطان ولد ، ونسخ متعددة من محاولات نسخها إلى اليونانية الحديثة، وترجماتها: www.opoudjis.net/Play/rumiwalad.html ( أرشيف . مؤرشف في 5 يوليو 2024)
- رابط للمسح الضوئي لأول مخطوطة لكتاب المحادثة باللغة العربية-الفارسية-اليونانية-الصربية ، المحفوظة في متحف آيا صوفيا، لغة فارسی عربی و رومی و سرف. archive.org/details/makhtutat-aya-sofya-07/AYASOFYA4749/
- رابط للمسح الضوئي للمخطوطة الثانية لكتاب المحادثة العربية-الفارسية-اليونانية-الصربية ، المحفوظة في متحف آيا صوفيا، غت عربی و غت فارسی و غت رومی و غت سرفی archive.org/details/makhtutat-aya-sofya-07/AYASOFYA4750/
- ميونيخ، Bayerische Staatsbibliothek، Cod.graec. 593